# Aritella omissa
Aritella omissa är en insektsart som beskrevs av Andrej Vasiljevitj Gorochov 1988. Aritella omissa ingår i släktet Aritella och familjen syrsor. Inga underarter finns listade i Catalogue of Life.